# Веракса, Александр Николаевич
Алекса́ндр Никола́евич Вера́кса (род. 7 октября 1983 года, Москва, СССР) — российский психолог, специалист в области психологии развития и возрастной психологии. Доктор психологических наук, доцент, академик РАО (2021). Директор «Издательства Московского университета». Лауреат Премии Президента Российской Федерации в области науки и инноваций для молодых учёных (2019).

## Биография
Родился 7 октября 1983 года в Москве. Отец, Н. Е. Веракса — доктор психологических наук, декан факультета психологии образования РГГУ, создатель структурно-диалектической психологии.
Окончил факультет психологии МГУ по специальности «Психология развития» (2005) и магистратуру в Манчестерском университете (2007).
В 2008 году окончил аспирантуру факультета психологии МГУ. В том же году защитил кандидатскую диссертацию по теме «Особенности символического опосредования в познавательной деятельности младших школьников». Научный руководитель — А. И. Подольский.
С 2008 года — член Российского психологического общества. С 2009 года — сотрудник факультета психологии МГУ. В 2011 году стал членом двух научных сообществ: en:International Union of Psychological Science и en:European Federation of Psyhologists' Associations.
В 2012 году проходил стажировку в Global Innovation Lab Архивная копия от 23 ноября 2016 на Wayback Machine, США. В том же году стал членом научного сообщества European Early Childhood Education Research Association Архивная копия от 20 декабря 2016 на Wayback Machine.
C 2015 года — доктор психологических наук (научный консультант А. И. Подольский), доцент факультета психологии МГУ, кафедра методологии психологии. С 2021 года — академик РАО.
Директор Российского психологического общества. Член экспертного совета ВАК РФ по педагогике и психологии (с 2018).
С 28 апреля 2017 — заведующий кафедрой психологии образования и педагогики, факультета психологии МГУ имени М. В. Ломоносова.

## Научная деятельность
Автор более 130 научных статей, в основном по психологии развития, спортивной психологии, методологии психологии.
Имеет 1 патент — «Новые лиганды G-квадруплексов на основе гетероаренантрацендионов, ингибирующие рост опухолевых клеток», 2014 год.
Неоднократно был отмечен различными наградами как разработчик обучающих программ, методик и моделей для дошкольников, школьников, а также детей с ограниченными возможностями.

## Преподавательская деятельность
Автор более 10 учебных курсов для студентов факультета психологии МГУ, в основном по психологии спорта.
Автор спецкурса для магистрантов факультета психологии МГУ «Психология и педагогика художественного творчества».

## Писательская деятельность
Автор более 35 книг по психологии, некоторые из них написаны им в соавторстве с его отцом, Н. Е. Веракса.
- А. Н. Веракса, А. Е. Горовая, А. И. Грушко, and С. В. Леонов. Мысленная тренировка в психологической подготовке спортсмена. Спорт Москва, 2016.
- Веракса Н. Е., Веракса А. Н. Детская психология. Учебник. — Юрайт Москва, 2014. — С. 446. Детская психология.
- Веракса А. Н. Индивидуальная психологическая диагностика дошкольника. — Мозаика-Синтез Москва, 2014. — С. 144.
- Н. Е. Веракса and А. Н. Веракса. Дошкольная педагогика и психология. Хрестоматия/ Ред-сост Н. Е. Веракса, А. Н. Веракса. Мозаика-Синтез Москва, 2014.
- Веракса А. Н., Гуторова М. Ф. Практический психолог в детском саду. Методическое пособие. — Мозаика-Синтез М.: Мозаика-Синтез, 2012. — С. 128.
- Веракса Н. Е., Веракса А. Н. Познавательное развитие в дошкольном детстве. Учебное пособие. — Мозаика-Синтез Москва, 2012. — С. 336.
- Веракса Н. Е., Веракса А. Н. Социальная психология. Учебник. — Академия М.: Академия, 2011. — С. 228.
- Веракса Н. Е., Веракса А. Н. История возрастной психологии: детская психология. — М.: Академия, 2008. — С. 304.

## Награды

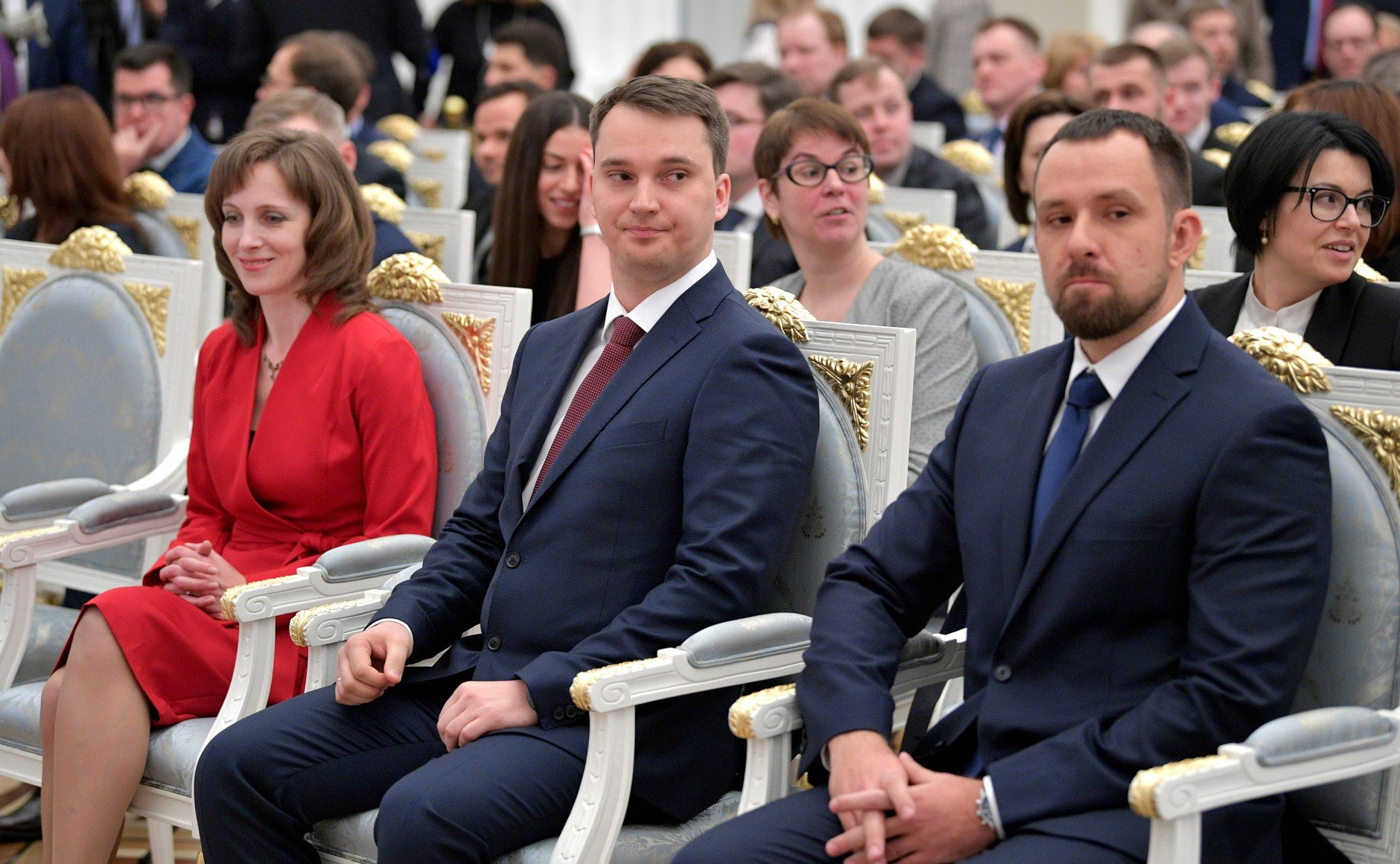
А. Н. Веракса (справа) перед началом церемонии вручения премии Президента в области науки и инноваций для молодых учёных за 2019 год

Неоднократно становился обладателем благодарственных писем и грамот. Вот некоторые из них:
- Премия Президента Российской Федерации в области науки и инноваций для молодых учёных (2019).
- Благодарственное письмо от Общественной палаты РФ, от 10 июня 2015 года.
- Медаль «Молодым ученым за успехи в науке» от Российской академии образования, 16 декабря 2015 года.
- Грант президента РФ, от 1 марта 2013 года.
- Благодарность от Департамента образования города Москвы, 24 ноября 2012 года.
- Грамота Российского психологического общества, 14 февраля 2012 года.

## Научные публикации

### На русском языке
- А. Н. Веракса, В. А. Якупова, О. В. Алмазова, and М. Н. Мартыненко. Познавательное и социальное развитие дошкольников в контексте готовности к школе. ВЕСТНИК САНКТ-ПЕТЕРБУРГСКОГО УНИВЕРСИТЕТА Сер. 16. Психология. Педагогика, (3):97-108, 2016.
- А. Н. Веракса, В. А. Якупова, О. В. Алмазова, Д. А. Бухаленкова, and А. М. Рикель. Страхи дошкольников: связь с познавательным и социальным развитием. Современное дошкольное образование: теория и практика, (6):38-45, 2016.
- А. Н. Веракса, Д. В. Горбунов, Г. А. Шадрин, and Т. В. Стрельцова. Эффект Еськова-Зинченко в оценке параметров теппинга методами теории хаоса и самоорганизации и энтропии. Сложность. Разум. Постнеклассика, (1):17-23, 2016.
- А. Н. Веракса. Развитие регуляторных функций дошкольников в образовательном процессе. Вестник Московского университета. Серия 14: Психология, 3:65-73, 2015.
- А. Н. Веракса, В. А. Якупова, and М. Н. Мартыненко. Символизация в структуре способностей детей дошкольного и школьного возраста. Культурно-историческая психология, (2):48-56, 2015.

### На английском языке
- M. Vasilyeva, E. Laski, A. Veraksa, and C. Shen. Development of children’s early understanding of numeric structure. Psychology in Russia: State of the Art, 9(3):76-94, 2016.
- Aleksander I. Dontsov, Elena B. Perelygina, and Aleksander N. Veraksa. Manifestation of trust aspects with orphans and non-orphans. Procedia — social and behavioral sciences, (233):18-21, 2016.
- Alexander N. Veraksa, Vera A. Yakupova, Olga V. Almazova, and Darja A. Buhalenkova. Preschoolers’ fears: Connection with cognitive and social development. Procedia — social and behavioral sciences, 233:22-26, 2016.
- A. V. Isaev, A. V. Korshunov, S. V. Leonov, T. R. Sanoyan, and A. N. Veraksa. Quantitative and qualitative indicators of developing anticipation skills in junior wrestling athletes. Procedia — social and behavioral sciences, 233:186-191, 2016.
- A. N. Veraksa. Symbol and sign: Dialectics of symbolic cognition. Вопросы философии, 1:51-58, 2016.